# Естадио Дефенсорес дел Чако
Естадио „Дефенсорес дел Чако“ (на испански: Estadio Defensores del Chaco, стадион „Защитници на Чако“) е многофункционален стадион в Асунсион, Парагвай, използван най-често за футболни мачове. На него играе домакинските си мачове националният отбор на Парагвай. Там се провеждат и срещи от южноамериканските футболни турнири. Капацитетът му e 42 354 зрители, а в миналото е събирал над 50 000 души.

## История
Официалното му откриване е през 1917 г. Тогава стадионът се казва Естадио „Пуерто Сахоня“ (на испански: Estadio Puerto Sajonia) – на името на квартала, в който се намира. След като Уругвай печели златните медали на Олимпиадата през 1924 г., Парагвайската футболна асоциация решава да преименува стадиона на „Уругвай“, но по-късно е върнато старото му име.
По време на Войната за Гран Чако между Парагвай и Боливия, стадионът служи като склад за муниции и за сборен пункт на войската. След войната стадионът е преименуаван на „Дефенсорес дел Чако“ („Защитниците на Чако“) в чест на парагвайските бойци, спечелили войната.